# Головин, Пётр Петрович (Меньшой)
Пётр Петро́вич Меньшо́й Голови́н (ум. 14 декабря 1627) — русский государственный и военный деятель, сын боярский и голова, воевода, затем боярин, седьмой сын окольничего Петра Петровича Головина от брака с Анной Ивановной Поджогиной.

## Биография
В 1599-1604 годах Пётр Петрович Головин служил сначала головой, затем воеводой «в Новом в Цывелском городе». В 1613 году был отправлен воеводой в Терский город. В мае 1614 года отправил на помощь астраханцам, выступившим против мятежного атамана Ивана Заруцкого, укрывшегося с 800 казаками в городском кремле, отряд стрельцов во главе с сотником В. Хохловым.
В начале сентября 1614 года в своей отписке в Посольский приказ терский воевода Петр Петрович Головин писал о желании кумыкского мурзы Салтан-Магмута дать аманата (заложника) в Терский город и об участии в переговорах с ним терских окочан Дербыша Божикова и Петряя Илтарова. Воевода добавлял к этому, что им ещё в 1613 году были направлены в Мичкизы терские жители, «окоцкие люди», чтобы «проведывати про шах Баса [Аббаса I] и про горские всякие вести», в том числе и о Салтан-Магмуте- мурзе «з братьею». Вернувшись, посланные рассказывали, что Салтан-Магмут с братьями уехал к р. Быстрая «бить челом и дать шерть государю и царю, а также отдать своего сына в аманаты в Терский город». Предполагалось, что на Быструю для договора и для шерти «по своей вере, по мусульманскому закону» и получения аманата к Салтан-Магмуту должны были выехать кн. С. Я. Черкасский и стрелецкий голова Л. Вышеславцев в сопровождении стрельцов и казаков. Однако сложная политическая обстановка, напряжённые взаимоотношения кабардинских князей с Салтан-Магмутом привели к тому, что «без государева указа» терский воевода не решился взять аманата, и дело было отложено. В этот период Салтан-Магмут жил в одном из селений в Сала-юрте. 
Накануне смерти в 1627 году пожалован в бояре.
14 декабря 1627 года боярин Петр Петрович Меньшой Головин скончался (по Боярской книге в 1628), постригшись в монашестве и схиме с именем Павла. Оставил двух сыновей: Петра и Василия и дочь Анастасию, с 1619 в замужестве за кн. Иваном Ивановичем Меньшим Ромодановским.